# Фернанда Рибеиро
Марија Фернанда Рибеиро Мореира (порт. Maria Fernanda Ribeiro Moreira; Penafiel 23. јун 1969), је бивша португалска атлетичарка чија су специјалност биле трке на 10.000 и 5.000 метара. 
На врхунцу своје каријере на Олимпијским играма 1996. у Атланти у трци на 10.000 метара освојила је златну медаљу, укупно треће португалско злато на свим олимпијским играма и поставила је нови олимпијски рекорд - 31:01,63.

## Биографија
Фернанда Рибеиро је направила прве кораке у атлетици у Спортском клупу Колосав, пре него што се спојио са Спортским друштвом Порто, у којем је наступала од 1982. до 1992. Након две године проведене у Маратон клубу Маја, вратила се у Порто, где се такмичила до краја каријере. Поред спортске каријере Фернанда је као саветник градоначелника надгледала изградњу спортских хала.
Она је поругалски спортиста са највише освојених медаља свих времена, пошто је учествовала на пет Летњих олимпијских игара (Сеул 1988, Барселона 1992, Атланта 1996, Сиднеј 1996, Атина 2004) и још многим светским и европским првенствима. На играма у Атланти на церемонији отварања Фернанда Рибеиро је носила заставу своје земље. 
Поред ових својих дисциплина на великим такмичењима трчала је и на 3.000 метара, полумаратону и три маратона у Токију 2002, Хамбургу 2006. где је са најбољим својим резултатом у маратону 2:29:48 била шеста и у Порту 2009.

## Лични рекорди
На отвореном
| Дисциплина      | Време        | Место          | Датум      |
| 800 метара      | 2:05,83 мин. | Maia, Португал | 29/06/1994 |
| 1000 метара     | 2:44,8       | —              | 01/01/1992 |
| 1500 метара     | 4:05,97      |                | 12/07/1997 |
| 1. миља         | 4:32,66      | Лисабон        | 22/05/1999 |
| 2000 метара     | 5:37,88      | Лисабон        | 21/06/1996 |
| 3000 метара     | 8:30,66      | Монако         | 04/08/1999 |
| 5000 метара     | 14:36,45     | Hechtel, Белгија      | 22/07/1995 |
| 10.000 метара   | 30:22,88     | Сиднеј         | 30/09/2000 |
| 10 километара   | 31:56,00     | Даблин         | 09/04/2006 |
| 20 километара   | 1:08:58      | Хамбург        | 23/04/2006 |
| полумаратон     | 1:09:19      | Овар, Португал | 05/10/1998 |
| 30 километара   | 1:43:21      | Хамбург        | 23/04/2006 |
| маратон         | 2:29:48      | Хамбург        | 23/04/2006 |
| 5 миља (улично) | 25:45,00     | Balmoral       | 14/04/2001 |

На отвореном
| Дисциплина    | Време       | Место    | Датум      |
| 800 метара —  | 2:05,71 мин | Португал | 01/02/1998 |
| 1500 метара — | 4:12,67     |          | 31/01/1998 |
| 3000 метара — | 8:39,49     | Стокхолм | 09/03/1996 |
| 5000 метара — | 15:06,52    | Москва   | 07/02/1996 |